# Oropetium villosulum
Oropetium villosulum är en gräsart som beskrevs av Otto Stapf och Norman Loftus Bor. Oropetium villosulum ingår i släktet Oropetium och familjen gräs. Inga underarter finns listade i Catalogue of Life.